# Nadezhda Ziber-Shumova
Nadezhda Olimpievna Shumova más tarde Ziber-Shumova (en ruso: Надежда Олимпиевна Зибер-Шумова; 7 de mayo [ 19 de mayo ] 1854 - 11 de mayo de 1916) fue la primera profesora de bioquímica en Rusia, quien hizo una contribución significativa a la formación y desarrollo de esta ciencia.

## Biografía
Nació el 7 de mayo de 1856 en Rostov . Su padre era Olimpiy Alekseevich Shumov y su madre era Alexandra Mikhailovna Shumova. La familia tuvo 8 hijos y Nadezhda era la más joven. Más tarde, ella y su familia se mudaron a San Petersburgo, donde pasó su infancia y adolescencia. Después de graduarse con éxito del Gimnasio de Mujeres de Mariinskaya, ingresó a los cursos superiores de mujeres de Vladimir con una enseñanza de estilo universitario para obtener una educación médica. Allí asistió a conferencias de profesores famosos, como Dmitri Mendeleev, Alexander Butlerov y Andrei Famintsyn.
Bajo el liderazgo de Alexander Butlerov, se dedicó al análisis cualitativo y cuantitativo en un curso de laboratorio químico privado, después de lo cual aprobó con éxito los exámenes en los cursos de química orgánica e inorgánica. 
Nadezhda aspiraba a obtener una educación médica superior, pero en Rusia, esto era imposible para las mujeres y, como resultado, se fue a Europa. Al principio estudió en la Facultad de Filosofía de la Universidad de Heidelberg , donde estudió física y química . Luego se mudó a París, donde a las mujeres se les permitió estudiar ciencias naturales y materias médicas. En el College de France, Nadezhda asistía a conferencias sobre anatomía y ejercía la medicina. Unos años más tarde, su hermana, Ekaterina, se incorporó a ella y entró en la Facultad de Medicina . 
En 1874, Nadezhda regresó a Rusia y se casó con Nikolai Ziber, en ese momento profesor asistente del Departamento de Economía Política y Estadística de la Universidad St. Vladimir en Kiev . Además, fue uno de los primeros defensores del marxismo en Rusia. En 1875, después de la jubilación de Nikolai Ziber, se trasladaron a Suiza , donde Nadezhda continuó estudiando medicina en la Universidad de Berna . Durante sus estudios en la universidad, Ziber-Shumova ya tenía algunas publicaciones científicas. La universidad también contaba con un grupo de investigación dirigido por Marceli Nencki , al que se incorporó Nadezhda en 1877. En 1880, recibió su Doctorado en Medicina.título que se basó en una tesis titulada 'Contribuciones al conocimiento sobre levaduras' de la Universidad de Berna. 
Después de su graduación, trabajó durante 4 años en el laboratorio de Nencki y, en 1884, Nadezhda fue elegida para ser asistente de química fisiológica en la Universidad de Berna. Fue la primera mujer en esta universidad que consiguió un puesto de investigadora a tiempo completo. Durante su trabajo con Nencki, Ziber-Shumova escribió un total de 30 artículos científicos en química y bioquímica . 
El trabajo más importante en el que trabajaron juntos Nadezhda y Marceli estaba relacionado con la estructura de la hemina , una proteína de la sangre. Su investigación se basó en una serie de resultados sobre la descomposición de hemina en productos llevados a cabo por el grupo de Nencki a lo largo de los años. Este trabajo fue uno de los primeros en este tema. 
También desarrollaron una "prueba bioquímica", que ayuda a evaluar la intensidad de los procesos oxidativos midiendo la cantidad de benceno oxidado en el cuerpo de un animal. Esta prueba permitió tener en cuenta el potencial oxidativo del organismo. Nencki lo aplicó al estudio de una serie de enfermedades y descubrió que con la leucemia , la intoxicación por fósforo y bajo la influencia de medicamentos, la capacidad oxidativa del cuerpo disminuye drásticamente y, con la diabetes , la intensidad de los procesos oxidativos no cambia. Estos estudios demostraron que la localización de los trastornos metabólicos debe buscarse en las primeras etapas de la conversión de la molécula de carbohidrato.
Además, desarrollaron un método para la detección de urobilina en orina, basado en la identificación de una banda de absorción específica durante la espectrofotometría de la orina, a la que se le ha agregado ácido sulfúrico. Este método se denomina "prueba de Nencki-Ziber". También sugirieron un método para producir oxicetonas a partir de ácidos grasos y fenoles . 
En 1888, Nikolai Ziber murió y Nadezhda dedicó todo su tiempo a la ciencia. Trabajó en la Universidad de Berna hasta 1891, aunque en 1890, ella y Nencki recibieron una invitación para trabajar en el recién creado Departamento de Química del Instituto Imperial de Medicina Experimental (ahora Instituto de Medicina Experimental ). También vino a San Petersburgo del 21 de julio al 2 de agosto de 1890, aparentemente, para negociar con el duque Alejandro de Oldenburg sobre la posibilidad de un trabajo futuro en el Instituto de Medicina Experimental . 
En el verano de 1891, la invitación fue aceptada y Marceli Nencki y sus colaboradores llegaron a San Petersburgo.  Después de 16 años, Nadezhda, de 35 años, regresó a Rusia con una amplia educación europea, experiencia en investigación y publicaciones científicas autorizadas en el campo de una nueva ciencia relacionada con la fisiología y la química: la química fisiológica, más tarde llamada bioquímica . El Departamento de Química bajo la dirección de Marceli Nencki comenzó a trabajar el 2 de julio de 1891. Ziber-Shumova envió una solicitud a Alejandro III de empleo en el Instituto Imperial de Medicina Experimental.. El 13 de septiembre de 1891 fue admitida en el cargo de asistente del jefe de departamento.
En 1892, Nadezhda Olimpievna y Marceli Nencki participaron en la planificación de la construcción del edificio del laboratorio y lo equiparon con los equipos más modernos. Como resultado, se creó un moderno centro de investigación, que superó a los laboratorios y departamentos científicos europeos similares de esa época. Junto con un equipo de personas de ideas afines, Nencki y Ziber-Shumova lanzaron una investigación científica en química fisiológica, diseñada para mantener los vínculos entre la medicina y la biología . 
En la década de 1890, durante el período de numerosas epidemias , se hicieron esfuerzos en Rusia para organizar un sistema de atención médica y un control sanitario. En 1892, Nentsky y Ziber-Shumova participaron en la investigación de la epidemia de cólera . También participaron en la búsqueda de antisépticos fácilmente disponibles , donde estudiaron las propiedades de la resina de pino. En abril de 1895, recibió una bonificación de 1000 rublos por su trabajo en el desarrollo de la vacuna contra la difteria en el Instituto Imperial de Medicina Experimental . Más tarde, en 1895 y 1898, Nadezhda Ziber-Shumova participó en expediciones al Cáucaso., cuyo propósito era luchar contra la peste bovina , una enfermedad viral infecciosa del ganado . 
Después de la muerte de Nentsky en 1901, Ziber-Shumova fue asignada temporalmente al puesto de jefa del Departamento de Química y, el 1 de diciembre de 1909, se convirtió en jefa permanente del Departamento de Química del Instituto Imperial de Medicina Experimental. . 
En 1906 fundó, junto con el profesor Nikolay Simanovsky , un gimnasio para mujeres en el pueblo de Zorka , gobernación de Novgorod . Esta institución educativa fue fundada en memoria de su hermana, la Dra. Ekaterina Shumova-Simanovskaya. También otorgó becas a estudiantes, incluidas niñas campesinas , hijos de nobles y niñas de las grandes ciudades. Además, en el mismo pueblo, equipó un hospital con un laboratorio. 
En 1912, se convirtió en la primera mujer en recibir todos los derechos de miembro de pleno derecho del Instituto Imperial de Medicina Experimental (contrariamente a la regla que existía en el instituto, que no preveía la asignación de tal título a las mujeres). En reconocimiento a su destacada labor científica, Ziber-Shumova recibió el título de profesora. Así, se convirtió en la primera profesora de bioquímica y la jefa oficial del departamento de investigación. 
Después del estallido de la Primera Guerra Mundial , Nadezhda centró sus esfuerzos en una organización para una enfermería para soldados heridos. 
En 1915, a Nadezhda se le diagnosticó una enfermedad sanguínea maligna grave. Murió el 11 de mayo de 1916 y fue enterrada en el cementerio Tikhvin de Alexander Nevsky Lavra en San Petersburgo.

## Legado
Sus trabajos, incluyendo los escritos en colaboración con Nencki, discutir la composición química de diversos pigmentos de tejidos animales, pigmentos de sangre y sus derivados, oxidasas y otras enzimas, la biología de la fermentación y la caries , la composición química de las bacterias , toxinas y antitoxinas , la patogenicidad de los microorganismos , etc. Los artículos que habían sido escritos antes de 1901 se incluyeron en la colección póstuma de obras de Nencki, preparada y publicada por Ziber-Shumova - Marceli Nencki Opera omnia(Braunschweig, 1904); otros trabajos se publicaron en "Zeitschrift für Physiologische Chemie" y " Russian Physician". 
Además de su actividad científica, Ziber-Shumova hizo mucho por el desarrollo de la ciencia con la ayuda de fondos heredados de su tío. En 1907, estableció el Premio Nencki que se otorga anualmente al mejor investigador-becario del Departamento de Química. Esta fue la primera subvención en la historia de la ciencia rusa diseñada para apoyar a los jóvenes investigadores. En 1909, donó 50.000 rublos a la Sociedad Polaca de Investigación Biológica para ayudarles a fundar una institución de investigación que lleva el nombre de Marceli Nencki . También legó al futuro instituto parte de su biblioteca personal. 
Debido a sus logros académicos y trabajos científicos, es la persona más notable de ese momento en la historia de la ciencia rusa. Una de las confirmaciones de la importancia de su contribución a la ciencia es la publicación de su biografía de por vida en el Diccionario enciclopédico Brockhaus y Efron . 